# E531 (trasa europejska)
E531 – trasa europejska łącznikowa (kategorii B), biegnąca przez południowo-wschodnie Niemcy. Długość trasy wynosi 100 km.
E531 biegnie przez miasta: Offenburg - Bad Dürrheim - Donaueschingen